# Stoßwelle

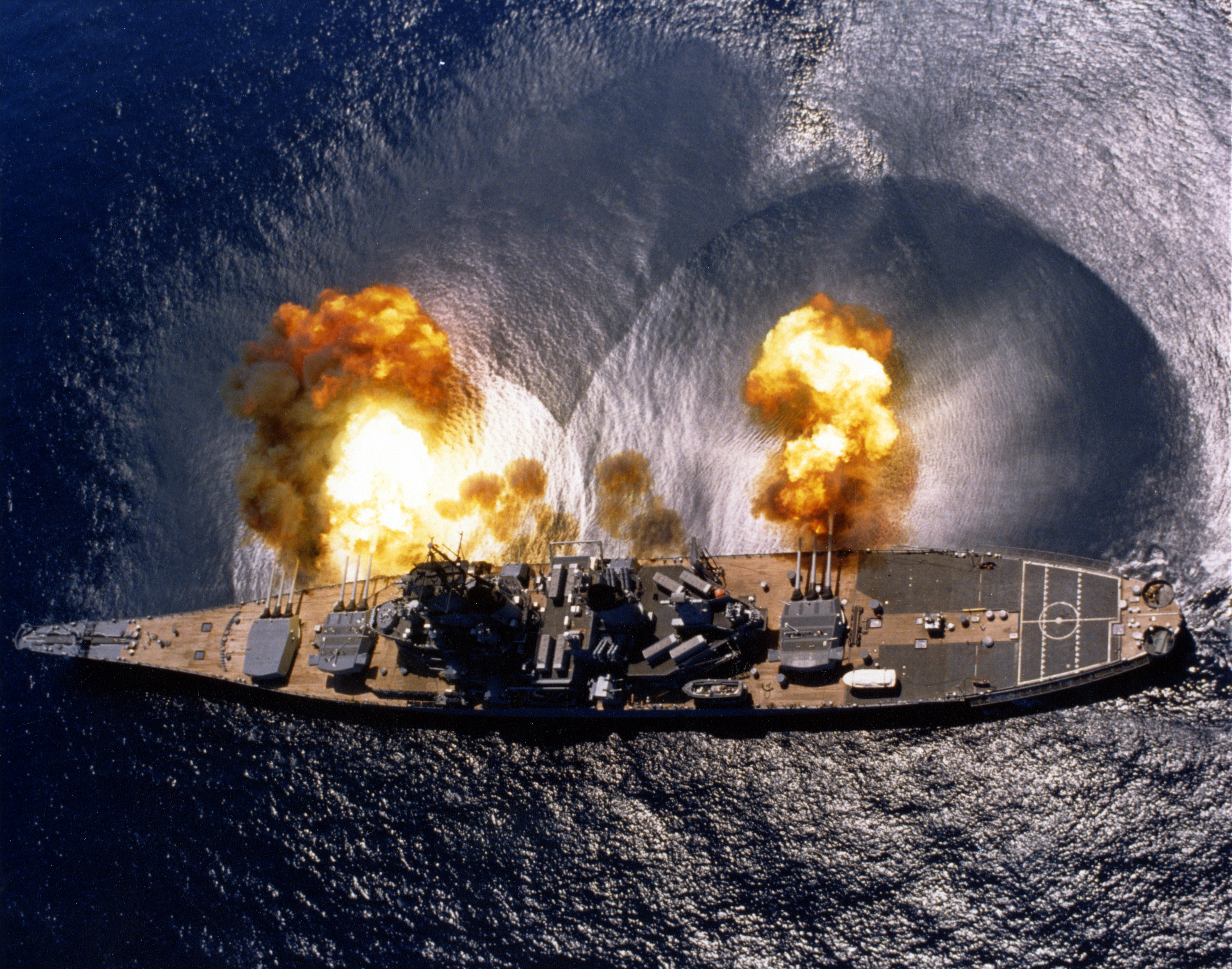
Die Iowa feuert eine 2/3 Breitseite während einer Zielübung nahe der Insel Vieques (Puerto Rico) am 1. Juli 1984

Eine Stoßwelle (engl. shock wave), auch Schockwelle oder Knallwelle, ist in der Strömungslehre eine starke Druckwelle, die durch Detonationen oder andere Phänomene erzeugt wird, bei denen Teile des Mediums schneller bewegt werden als die Geschwindigkeit des Schalls in dem Medium. An der Wellenfront ändern sich, im Gegensatz zu normalen Schallwellen, die Zustandsgrößen nahezu sprunghaft.

## Entstehung und grundlegende Eigenschaften

Eine Stoßwelle durchquert ein zweidimensionales Gitter.

In kompressiblen, d. h. verdichtbaren Medien, beispielsweise Gasen, breiten sich Störungen, etwa von hindurchbewegten Festkörpern hervorgerufene Druckänderungen, durch das Medium als Druckwellen aus, die sich mit der Schallgeschwindigkeit des Mediums bewegen. Bewegt sich der Störer nur langsam im Vergleich zur Schallgeschwindigkeit, erlaubt die Druckwelle dem Medium, sich neu zu verteilen, um die Störung auszugleichen. Das Medium verhält sich dabei genau wie ein inkompressibles Medium.
Bewegt sich der Störer jedoch schneller als die Schallgeschwindigkeit im ungestörten Medium, so bildet sich eine dünne Stoßfront, innerhalb derer sich die Zustandsgrößen des Mediums, einschließlich der Geschwindigkeit, nahezu sprunghaft ändern. Die Front bewegt sich langsamer durch das Medium als der Störer, sodass kegelige Formen entstehen. Da die Energiedichte hinter der Front höher ist als vor der Front, klingen Stoßwellen allmählich zu normalen Druckwellen ab, wobei sich ihre Geschwindigkeit auf Schallgeschwindigkeit verringert.
Es gibt zwei grundlegende Typen von Stoßwellen, die allerdings physikalisch äquivalent sind und sich nur durch die Wahl des Bezugssystems unterscheiden:
1. Fortschreitende Stoßwellen im stehenden Medium: Sie werden durch plötzliche Störungen im Medium, etwa durch eine Explosion oder ein Projektil, hervorgerufen und bewegen sich mit Überschallgeschwindigkeit. Siehe auch: Verdichtungsstoß.
2. Stehende Stoßwellen im fließenden Medium: Sie werden dadurch hervorgerufen, dass von einer Quelle kontinuierlich Materie ausgestoßen wird, wie z. B. der Sonnenwind der Sonne oder die Antriebsgase in einem Raketentriebwerk. Solche Wellen können einen Gleichgewichtszustand erreichen, in dem sie den Windausstoß begrenzen.

## Beispiele

### Fortschreitende Stoßwellen
- Das um einen Blitzkanal stark aufgeheizte Luftplasma bewirkt durch die von ihm (wenige Meter) ausgehende Stoßwelle den Donnerknall bei Gewittern. Es handelt sich also um eine Art Explosion entlang des Blitzkanals. Infolge der unregelmäßigen, oft stark verästelten Form des Blitzkanals, der unterschiedlichen Entfernung der Blitzkanalabschnitte zum Beobachter sowie atmosphärischer Temperaturschwankungen und starker Winde, welche den Lauf der Wellen beeinflussen, ertönt nicht ein einziger Schlag, sondern meist eine ganze Serie mehr oder weniger starker Schläge, die in größerer Entfernung – wo die Stoßwellen zu akustischen Wellen abgeklungen sind – das typische Grollen oder Rumpeln des Donners bilden.
- Die Bugwelle von Schiffen, die schneller als die Ausbreitungsgeschwindigkeit der Wasserwellen fahren, ist eine Stoßwelle. An Stelle der Schallgeschwindigkeit in Wasser ist hier allerdings die Phasengeschwindigkeit von Störungen auf der Wasseroberfläche entscheidend.
- Detonationen beispielsweise von Bomben sind in der Lage, mit ihren Stoßwellen Gegenstände durch die Luft zu schleudern und zu zerstören. Für solche Detonationswellen existieren genaue empirische und theoretische Rechenmodelle. Ein pyrotechnischer Satz bildet keine Stoßwelle aus, er detoniert daher auch nicht, man spricht von (schnellem) Abbrand oder Deflagration.
- Flugzeuge oder auch Geschosse, die mit Überschallgeschwindigkeit fliegen, verursachen eine etwa kegelförmige Stoßwelle, den Machschen Kegel. Beim Beobachter kann ein Überschallknall oder Geschossknall auftreten.[1]
- in die Atmosphäre eindringende Meteoroide verursachen Stoßwellen, welche für die Lichterscheinung der Meteore mitverantwortlich sind.[1]
- Der Ein- bzw. Aufschlag von Meteoriten löst die Impaktmetamorphose bzw. Stoßwellen-Metamorphose von Gesteinen aus.
- Im Interstellaren Medium können Stoßwellen durch Supernovae oder durch Eindringen von Gas- und Staubwolken (z. B. eine Zwerggalaxie) in eine gasreiche Galaxie wie die Milchstraße verursacht werden und durch die Verdichtung von Gas- und Staubwolken zur Sternentstehung führen. Nachweisbar sind sie auch anhand der vom stoßerhitzten Medium ausgestrahlten Röntgenstrahlung.
- Entsprechend erzeugen elektrisch geladene Teilchen, die sich in optischen Medien schneller als die dort geltende Lichtgeschwindigkeit (Phasengeschwindigkeit) bewegen (sie beträgt z. B. im Wasser nur etwa 230.000 km/s), eine elektromagnetische Bugwelle, die Tscherenkow-Strahlung.

### Stehende Stoßwellen
- Die Grenze der Magnetosphäre der Erde wird durch eine Stoßwelle gekennzeichnet, an deren Front die Teilchen des Sonnenwinds abrupt abgebremst werden (Bugstoßwelle). Da die mittlere Geschwindigkeit der Teilchen im ungestörten Strom relativ zur Erde größer ist als die Schallgeschwindigkeit innerhalb des bewegten Mediums, kommt es zur Stoßwellenformation. Analoges gilt für die Magnetosphäre des Jupiters.
- In ca. 80–100 AE Entfernung wird der Sonnenwind durch das interstellare Medium auf unter Schallgeschwindigkeit abgebremst. Die Stoßwelle an der Grenze nennt man Randstoßwelle (termination shock).
- In der Düsenströmung von Raketen treten Stoßwellen auf, sofern der Druck am Düsenaustritt sich vom Umgebungsdruck unterscheidet. Bei einigen Düsenformen kann dies im ungünstigen Fall zur Zerstörung der Düse führen. Um einen Schaden zu vermeiden, ist der minimale Austrittsdruck bei der Zündung des Triebwerks daher begrenzt. Dies führt dazu, dass die Düse bei größerer Höhe wegen des geringeren Umgebungsdrucks keine optimale Effizienz aufweist.

## Anwendung in Medizin und Physiotherapie
In der Medizin werden mittels der „Extrakorporalen Stoßwellenlithotripsie“ (ESWL) hochenergetische fokussierte Stoßwellen zur Zertrümmerung von Harn-, Gallen-, Nieren- und Speichelsteinen genutzt, in der Orthopädie die Extrakorporale Stoßwellentherapie zur Behandlung von nicht heilenden Knochenbrüchen (Pseudarthrosen) und zur Erosion von Verkalkungen an Sehnen und Einlagerungen in Gelenken. Seit etwa 2010 wird die extrakorporale Stoßwellentherapie auch in der Urologie eingesetzt, um Erektile Dysfunktion zu behandeln: Durch die Applikation von Stoßwellen wird die Neo-Angiogenese, also die Neubildung von Blutgefäßen stimuliert, was zu einer besseren Durchblutung des Penis und damit zu einer höheren Erektionsqualität führen soll.
In der Physiotherapie findet aufgrund relativ einfacher Handhabung (keine bildgebenden Verfahren nötig, kaum Risiken, wenig Schmerz für den Patienten) insbesondere die niedrigenergetische radiale Stoßwellentherapie neuerdings zunehmende Anwendung.
Niederenergetische Stoßwellen ermöglichen eine effektive Behandlung von Schmerzen an Sehnenansätzen wie Tennisellenbogen, Golferellenbogen oder dem schmerzhaften Fersensporn und Schmerzen bei Arthrosen (Verschleißerkrankungen) sowie bei chronischen Schmerzen an knochennahen Weichteilen.
Zunehmend setzt sich die Stoßwelle auch als schmerzarmes Verfahren in der „Triggerpunkttherapie“ von Muskelverhärtungen durch. Dabei werden die Triggerpunkte des Muskels z. B. bei Nackenschmerzen und Schmerzen im unteren Rücken behandelt. Mit den Geräten kann nicht nur die Behandlung durchgeführt werden, sondern sie ermöglichen auch eine gezielte Diagnostik der verhärteten und verkürzten, meist oft sehr schmerzhaften Muskelareale. Diese Muskelareale sind je nach Krankheitsbild mit lokalen oder Ferntriggern versehen, die im Verlauf der weiteren Behandlung beachtet werden müssen.
Diese Stoßwellen werden hydraulisch, elektromagnetisch, piezoelektrisch oder pneumatisch-ballistisch außerhalb des menschlichen Körpers erzeugt, also „extrakorporal“. Man unterscheidet nach der Form ihrer Ausbreitung zwischen radialen und fokussierten Stoßwellen unterschiedlicher Energiestärke.